# Abu-Ghàlib Tammam ibn Àlqama
Abu-Ghàlib Tammam ibn Àlqama fou un mawla del governador omeia de Kufa (678) Abd-ar-Rahman ibn Abd-Al·lah ibn Uthman ibn Rabia ath-Thaqafí. Fou l'avi de Tammam ibn Àmir ibn Àhmad ibn Ghàlib ibn Tammam ibn Àlqama.
Va anar a l'Àndalus amb les forces sirianes de Balj ibn Bixr al-Quxayrí, de les que manava l'avantguarda o talia (742). Va donar suport a l'omeia Abd-ar-Rahman I ad-Dàkhil quan va iniciar el seu domini a l'Àndalus (756).
El 762 Hixam ibn Udhra es va revoltar a Tulàytula, i Abu-Ghàlib, juntament amb el mawla Badr, va participar decisivament en la conquesta de la ciutat en 764. Després fou nomenat governador de Waixqa (Osca), Turtuixa (Tortosa) i Tarassuna (Tarassona). Va morir a edat avançada vers el 820.